# Strada romana da Treviri a Colonia
La strada romana da Treviri a Colonia fa parte della Via Agrippa, una direttrice stradale a lunga percorrenza di epoca romana, che iniziava a Lione. Il tratto da Augusta Treverorum ( Treviri ) alla CCAA ( Colonia ), capoluogo della provincia romana della Germania Inferiore, aveva una lunghezza di 66 leghe romane (= 147 km). È descritto nell'Itinerarium Antonini, l'itinerario dell'imperatore Caracalla (198-217), risalente al III secolo, e raffigurato nella Tabula Peutingeriana, la mappa romana del mondo pubblicata nel XVI secolo, che mostra una carta stradale dell'Impero romano datata al IV secolo.

## Itinerario
Il percorso della strada romana è descritto nell'Itinerarium Antonini come percorso che attraversa sette stazioni di sosta, la distanza tra le quali è data in leghe.<br /> 1 lega gallica corrisponde a 1,5 milia passum = ca. 2.200 metri, dove 1 milia passum = 1.000 passus = ca. 1.480 metri
La Tavola Peutingeriana descrive gli stessi luoghi ad eccezione di Tolbiacum (Zülpich) e Belgica (Billig), ma senza l'aggiunta della parola vicus. Tuttavia, le voci sul percorso variano considerevolmente da quelle dell'itinerario Antonino e sono spesso interpretate come errori di trascrizione.
| Nome della stazione romana | Nome attuale | Distanza   | Distanza   | Distanza   |
|                            |              | Intervallo | Intervallo | Da Treviri |
|                            |              | Leghe      | Chilometri | Chilometri |
| -------------------------- | ------------ | ---------- | ---------- | ---------- |
| Treveros                   | Treviri      |            |            |            |
| Beda vicus                 | Bitburgo     | XII        | 27         | 27         |
| Ausava vicus               | Budesheim    | XII        | 27         | 54         |
| Egorigo Vicus              | Junkerath    | VII        | 16         | 70         |
| Marcomago vicus            | Marmagen     | VIII       | 18         | 88         |
| Tolbiacovicus              | Zulpich      | XII        | 24         | 112        |
| Agrippina                  | Colonia      | XVI        | 35         | 147        |

Ricerche recenti e rilievi archeologici di un'area larga 250 metri lungo la strada, hanno dimostrato che ad intervalli non superiori a tre o quattro chilometri, e in aree densamente popolate anche a poche centinaia di metri, erano presenti vari vici (insediamenti), mansiones (locande) e mutazioni, ( stazioni di posta ), stationes beneficiarium (postazioni stradali militari) e cippi votivi religiosi, direttamente lungo la strada. Questo lo si può notare in modo particolare per gli incroci, le congiunzioni stradali e gli attraversamenti fluviali. Questa infrastruttura viaria fu incentivata dal cursus publicus, una sorta di sistema postale nazionale.